# Луиза Амалия фон Ербах-Шьонберг
Луиза Амалия фон Ербах-Шьонберг (на немски: Luise Amalie Gräfin zu Erbach-Schönberg; * 9 август 1795, Цвингенберг, регион Дармщат; † 22 юни 1875, Асенхайм) е графиня от Ербах-Шьонберг (Оденвалд) и чрез женитба графиня на Золмс-Рьоделхайм-Асенхайм.

## Произход
Тя е най-малката дъщеря на граф Густав Ернст фон Ербах-Шьонберг (1739 – 1812) и съпругата му графиня Хенриета Кристиана фон Щолберг-Щолберг (1753 – 1816), дъщеря на граф Кристоф Лудвиг II фон Щолберг-Щолберг (1703 – 1761) и графиня Луиза Шарлота фон Щолберг-Росла (1716 – 1796).
Луиза Амалия фон Ербах-Шьонберг умира на 79 години на 22 юни 1875 г. в Асенхайм и е погребана там.

## Фамилия
Луиза Амалия фон Ербах-Шьонберг се омъжва на 1 януари 1824 г. в Шьонберг (Оденвалд) за граф Карл Фридрих Лудвиг Кристиан Фердинанд фон Золмс-Рьоделхайм-Асенхайм (* 15 май 1790; † 18 март 1844), най-големият син на граф Фолрат Фридрих Карл Лудвиг фон Золмс-Рьоделхайм-Асенхайм (1762 – 1818) и първата му съпруга графиня Филипина Шарлота София фон Золмс-Лаубах (1771 – 1807). Те имат седем деца:
- Берта (* 27 декември 1824; † 14 ноември 1898), омъжена на 1 март 1849 г. в Асенхайм за граф Карл Мартин фон Щолберг-Росла (1822 – 1870)
- Максмилиан (* 14 април 1826; † 15 февруари 1892), граф на Золмс-Рьоделхайм-Асенхайм, женен на 1 юни 1861 г. в Лаубах за графиня Текла фон Золмс-Лаубах (1835 – 1892), дъщеря на граф Ото фон Золмс-Лаубах (1799 – 1872)
- Фридрих (* 7 декември 1827; † 6 април 1883), граф на Золмс-Рьоделхайм-Асенхайм, женен на 25 септември 1862 г. в Кьозфелд/Фарлар за принцеса Матилда Елизабет Фридерика фон Салм-Хорстмар (1827 – 1908), дъщеря на граф Фридрих фон Салм-Хорстмар (1799 – 1865)
- Ото (* 5 юни 1829; † 31 август 1904), граф на Золмс-Рьоделхайм-Асенхайм, женен на 7 декември 1865 г. в Шлемин за Емма Каролина Хенриета фон Тун (1824 – 1900), дъщеря на генерал-лейтенант и дипломат Вилхелм Улрих фон Тун (1784 – 1862)
- Емма (* 19 август 1831; † 2 юни 1904), омъжена на 23 септември 1856 г. в Асенхайм за граф Карл фон Кастел-Кастел (1826 – 1886), родители на Фридрих Карл фон Кастел-Кастел от 1901 г. 1. княз на Кастел-Кастел
- Агнес (* 18 юли 1833; † 24 април 1910)
- Куно (* 13 май 1836; † 29 януари 1862), граф на Золмс-Рьоделхайм-Асенхайм, неженен